# Unterinntal
Unterinntal je část údolí řeky Inn, kterou protéká od ústí řeky Melach u obce Zirl několik kilometrů západně od Innsbrucku po proudu až k bavorským hranicím. Je to hlavní sídelní, hospodářská a dopravní oblast Tyrolska v Rakousku.
Tyrolský Unterinntal není totožný s Tiroler Unterland, ale tvoří pouze jeho část; k Unterlandu patří také všechna údolí která ústí na východě Severního Tyrolska. Oblast kolem Innsbrucku se někdy posuzuje samostatně a pak se označuje jako centrální Inntal.
Unterinntal je široké korytovité údolí. Rozdíl v nadmořské výšce podél řeky Inn je na téměř 90 kilometrech jen asi 100 metrů. Největšími bočními údolími jsou Wipptal, Zillertal a Brixental, která se připojují z jihu.

## Geologie
Unterinntal odděluje Severní vápencové Alpy od vyšších Centrálních krystalických Alp na jihu až k oblasti Pill. Níže se mezi obě horské skupiny tlačí pásmo šedých hornin (Grauwacken), které se směrem na východ rozšiřuje. Unterinntal se z velké části vytvořilo během doby ledové. Když na konci poslední doby ledové před zhruba 20 000 lety ustoupily ledovce, bylo údolí vyplněno silnou vrstvou štěrku. Inn se do ní postupně zařízl a vytvořil dnešní široké korytové údolí. Zbytky původního dna údolí tvoří nízké horské terasy na obou stranách.
Unterinntal je jedním z nejaktivnějších zemětřesných oblastí ve Východních Alpách i v celém Rakousku. Centrum silné zemětřesné aktivity se nachází v oblasti Innsbruck–Hall, poblíž místa, kde se Wipptalský zlom spojuje se seismickým Inntalským zlomem. V této oblasti se odehrává přibližně 25 % silných zemětřesení v Rakousku. Nejsilnější zemětřesení byla zaznamenána v letech 1572, 1670 a 1689.

## Historie
Hranice mezi Oberinntalem a Unterinntalem podél řeky Melach je starou hranicí mezi okresními soudními dvory Sonnenburg a Hörtenberg.
Ještě dříve se zde nacházel "pagus inter valles", "Gau zwischen den Tälern" nebo "Zwischentalgau", který zahrnoval přinejmenším (pravobřežní) údolí Innu mezi alpským předhůřím a údolím Zillertal a možná také severovýchodní tyrolská údolí. Zmiňuje se o něm Notitia Arnonis, seznam majetku salcburského arcibiskupa Arna z roku 788. Unterinntal mezi Melachem a Zillerem dal císař Konrád II. v roce 1027 (zde označené jako "in Valle Eniana") v léno biskupu Hartwigovi z Brixenu; brixenští biskupové je kolem roku 1165 udělili hrabatům z Andechsu. S jejich zánikem přešel Unterinntal v roce 1248 na tyrolská hrabata. Úsek pod Zillertalem se stal součástí Tyrolska až v roce 1504 za Maxmiliána I. po Landshutské válce o dědictví.